# Warłaam (metropolita Moskwy)
Warłam (ur. 1441, zm. 1521) – metropolita Moskwy i Wszechrusi.